# Bonoso (nome)
Bonoso  è un nome proprio di persona italiano maschile.

## Varianti
- Femminili: Bonosa[1]

### Varianti in altre lingue
- Latino: Bonosus[1]
  - Femminili: Bonosa[1]

## Origine e diffusione
Continua il nome latino Bonosus, basato su bonus ("buono"), e significa "buono".

## Onomastico
L'onomastico può essere festeggiato in memoria di più santi, alle date seguenti:
- 17 febbraio, san Bonoso, vescovo di Treviri[2]
- 15 luglio, santa Bonosa, martire con i santi Eutropio e Zosima a Porto sotto Aureliano[3][4]
- 21 agosto, san Bonoso, ufficiale romano, martire con san Massimiano ad Antiochia sotto il Comes Orientis Giuliano[5]

## Persone
- Bonoso, generale bizantino
- Bonoso di Sardica, vescovo romano
- Gaio Quinto Bonoso, usurpatore romano